# Свалка

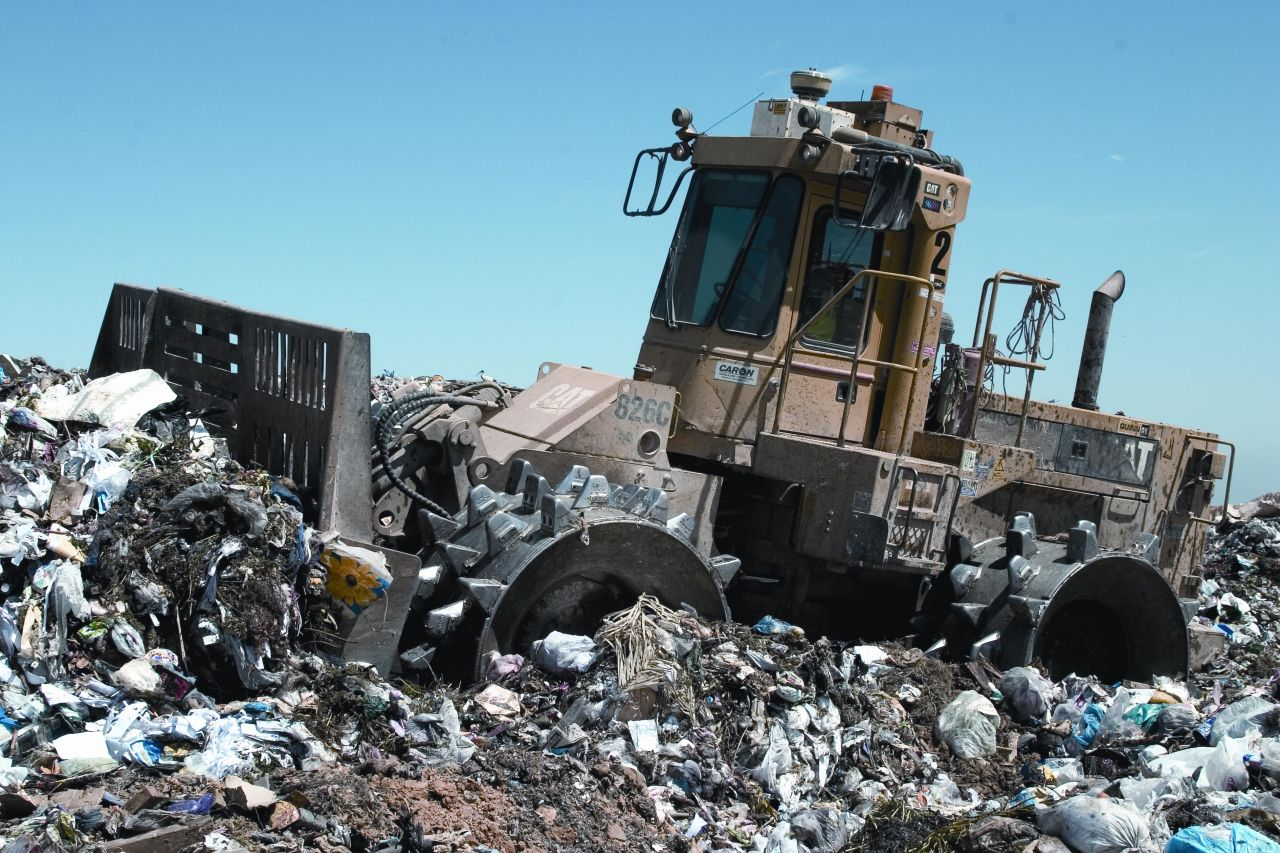
Трактор утрамбовывает мусор на свалке

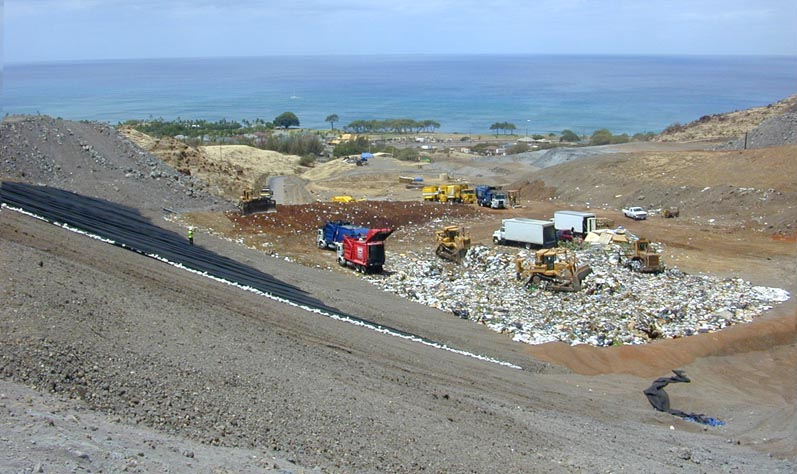
Действующая свалка на Гавайях

Сва́лка — территории размещения отходов производства и потребления.

## Виды свалок
Санкционированные свалки — разрешённые местными органами власти территории (существующие площадки) для размещения промышленных и бытовых отходов. В отличие от полигонов для твёрдых бытовых отходов, не обустроены в соответствии с требованиями, санитарными нормами и правилами, и используются с отклонениями от требований санитарно-эпидемиологического надзора. Санкционированные свалки — местонахождение отходов, использование которых в течение обозримого срока не предполагается.
Несанкционированные свалки — территории, используемые, но не предназначенные для размещения на них отходов.

## Свалки иэкология
Вывоз мусора на свалку подразумевает захоронение отходов, что является обычной практикой для многих стран. Свалки обычно появляются на месте заброшенных или уже неиспользуемых карьеров, шахт и котлованов.
|  |  |  |  |

### Обитатели свалок
Свалка — место обитания ворон, бездомных собак, крыс, насекомых и других животных, которые могут стать причиной возникновения эпидемий.
Свалки часто являются местом обитания лиц без определённого места жительства, а также местом мелкого промысла маргиналов, занимающихся поиском металлолома, стеклотары, макулатуры, иного вторсырья, а также условно пригодных к употреблению продуктов питания.

### Экологическая опасность
Свалки являются признаком несоответствия экологическим стандартам жизнедеятельности городов и других населенных территорий, поскольку в настоящее время промышленность и жилые массивы производят большое количество отходов, которые невозможно бесследно переработать по причинам технологического и экономического характера. Заброшенные, неправильно спроектированные и плохо управляемые свалки могут стать угрозой для окружающей среды: летящий во все стороны мусор, различные вредители и паразиты и, наконец, сточные воды. Ещё одной распространенной проблемой свалок является свалочный газ (имеющий в своем составе метан и углекислый газ), выделяющийся в результате анаэробного разложения органических отходов. Газ источает зловонный запах, уничтожает всю растительность на поверхности и способствует образованию парникового эффекта.
Несанкционированные или плохо оборудованные свалки представляют собой угрозу для окружающей среды. Отравляющие вещества со свалок могут проникать в грунтовые воды, а также естественным водотоком загрязнять реки и другие водоёмы.

## Свалки и общество
В Российской Федерации и во многих других странах уничтожение и захоронение промышленных и бытовых отходов относится к компетенции органов местного самоуправления, поэтому большинство свалок имеет муниципальную принадлежность.
В начале апреля 2018 года в Волоколамске начались протесты против свалки «Ядрово», однако ситуация, сложившаяся вокруг свалки в Подмосковье, — отнюдь не единственная в стране. Корреспонденты ИД «Коммерсантъ» провели инвентаризацию конфликтов вокруг «мусорных» объектов в разных регионах России и опубликовали «Мусорный атлас» (хронологию конфликтов из-за обращения с отходами от Сочи до Владивостока).
При этом, например, в Швейцарии действуют законы, которые предписывают властям сжигать мусор, а не складировать. В кантоне Цюрих имеется 5 заводов, которые перерабатывают все домашние отходы в энергию. По закону, нельзя просто вывезти мусор в поле и закопать его.

## Улучшения и усовершенствования
Проекты по улучшению состояния современных свалок включают в себя также разработку специальных резервуаров для сточных вод, обнесённых облицовочным материалом из глины или пластика. Для увеличения устойчивости и плотности мусора его прессуют, а после герметизируют, чтобы предотвратить появление вредителей (например, мышей или крыс). Многие свалки оборудованы системами вытяжек для отбора выделяющего там газа. Газ выкачивается посредством перфорированных труб и используется в дальнейшем в газовых двигателях для выработки электроэнергии
Правильно спроектированная и грамотно управляемая свалка соответствует всем нормам гигиены и является относительно не дорогостоящим методом утилизации отходов.

#### Рекультивация
Рекультивация полигонов и свалок — это комплекс работ по восстановлению продуктивности восстанавливаемых территорий, по улучшению окружающей среды. Рекультивация проводится в два этапа: технический и биологический.
Технический этап включает в себя исследования состояние свалки и его воздействия на окружающую природную среду, подготовку к последующему целевому использованию. Для несанкционированных свалок объём подготовительных работ гораздо больше.
Биологический этап включает в себя комплекс агротехнических и фитомелиоративных мероприятий, направленных на восстановление нарушенных земель.

## Бывшие свалки
- Стеклянный пляж
- Лав-Канал
- Парк Ариэля Шарона
- «Сад Амира» в городском парке «Гриффит» (Лос-Анджелес)[4][5].